# Javier Alberto Flórez Aristizábal
Javier Alberto Flórez Aristizábal (Bogotá, Colombia, 22 de abril de 1957) es un militar y diplomático colombiano. 
Oficial General del Ejército Nacional de Colombia, sirvió como Comandante del Comando Estratégico de Transición para la Paz.

## Vida personal
Nació en la ciudad de Bogotá el 22 de abril de 1957, en el hogar formado por José de la Cruz Flórez y Olga Aristizábal. Está casado con la manizaleña Sandra Inés Henao Londoño, de cuya unión nacieron María Manuela, Paula Tatiana y Javier Andrés Flórez Henao.

## Vida Militar
El General Flórez ingresó a la Escuela Militar de Cadetes General José María Córdova el 7 de febrero de 1977, donde obtuvo su ascenso al grado de Subteniente en el Arma de Ingeniero Militar el 1 de junio de 1979. De esta institución se graduó con el título de Ingeniero Civil. También ha adelantado cursos de Lancero, Fuerzas Especiales Rurales, Paracaidismo Militar, Ingeniero de Obras Civiles y Militares, Mando y Estado Mayor General.
Se desempeñó como comandante del Gaula de Cundinamarca, jefe de segundo comandante de la Brigada de Fuerzas Especiales, comandante de la Fuerza de Despliegue Rápido, comandante durante tres años de la Fuerza de Tarea Conjunta Omega, comandante del Comando Conjunto del Sur Oriente y jefe de educación y doctrina de las Fuerzas Militares.
Se le reconoce como el artífice de varios de los principales rescates militares en la época de las pescas milagrosas, por ejemplo, los rescates de Julio César Sánchez, exalcalde de Bogotá, de Monseñor Jorge Enrique Jiménez, Obispo de Zipaquirá, de Carlos Upegui Zapata, reconocido líder empresarial colombiano. En su paso por el COUR lideró la operación "Libertad Uno" que condujo a la liberación de Cundinamarca del flagelo de las FARC. Participó en la Operación Sodoma, donde se dio muerte en combate al máximo cabezilla militar de las FARC (alias el Mono Jojoy) en el 2010, así como en las operaciones militares Salvador y Arturo cuando se desempañaba como Comandante de la Fuerza de Tarea Conjunta Omega.
En febrero de 2014 fue designado por el presidente Juan Manuel Santos como Jefe del Estado Mayor Conjunto de Colombia, después de que un escándalo de corrupción obligara al retiro de Leonardo Barrero y Hugo Enrique Acosta Téllez.
En agosto de 2014 fue nombrado por el presidente Juan Manuel Santos, como Jefe de la Subcomisión Técnica para los diálogos de paz en La Habana entre el Gobierno Nacional y las FARC, en donde se encargó de asesorar a los negociadores plenipotenciarios del Gobierno en los temas de desarme, desmovilización y reintegración en el marco de proceso de paz.
Tras retirarse del Ejército en 2017, sirvió como embajador en Paraguay entre enero de 2018 y septiembre de 2019. También ha sido agregado militar en El Salvador, Honduras y Guatemala.